# Clásica de Ordizia 2011
La LXXXVIII Prueba Villafranca-Ordiziako Klasikoa (Gran Premio Ordiziako Udala) se disputó el 25 de julio de 2011 por el recorrido habitual de esta carrera en los últimos años sobre un trazado de 165,7 km.
La prueba perteneció al UCI Europe Tour 2010-2011 de los Circuitos Continentales UCI, dentro de la categoría 1.1.
Participaron 12 equipos. Los 2 equipos españoles de categoría UCI ProTeam (Euskaltel-Euskadi y Movistar Team); los 3 de categoría Profesional Continental (Andalucía-Caja Granada, Caja Rural y Geox-TMC); y los 2 de categoría Continental (Burgos 2016-Castilla y León y Orbea Continental). En cuanto a representación extranjera, estuvieron 5 equipos: el UCI ProTour del Katusha Team; los Profesionales Continentales del Colombia es Pasión-Café de Colombia y Saur-Sojasun; y los Continentales del Onda y Vélo-Club La Pomme Marseille. Formando así un pelotón de 101 ciclistas, con 10 corredores por equipo (excepto el Burgos 2016-Castilla y León y Vélo-Club La Pomme Marseille que salieron con 8 y el Euskaltel-Euskadi, Movistar, Katusha, Geox-TMC y Onda que salieron con 7) de los que acabaron 73; aunque solo 55 de ellos dentro del "control".
El ganador final fue Julian Simon tras ganar al sprint en un pequeño grupo de siete corredores. Le acompañaron en el podio Daniel Moreno y Pablo Lastras, respectivamente.
En las otras clasificaciones secundarias se impusieron Garikoitz Bravo (montaña), Pascual Orengo (metas volantes), Ion Izagirre (primer sub-23 y primer vasco navarro) y Movistar (equipos).

## Clasificación final
| \| Posición \| Ciclista \| Equipo \| Tiempo \| \| -------- \| ----------------- \| ----------------------------------- \| ---------- \| \| 1. \| Julien Simon \| Saur-Sojasun \| 4h 07' 27" \| \| 2. \| Daniel Moreno \| Katusha \| m.t. \| \| 3. \| Pablo Lastras \| Movistar \| m.t. \| \| 4. \| Ion Izagirre \| Euskaltel-Euskadi \| m.t. \| \| 5. \| Ángel Madrazo \| Movistar \| m.t. \| \| 6. \| Joaquim Rodríguez \| Katusha \| + 28" \| \| 7. \| Pello Bilbao \| Euskaltel-Euskadi \| + 36" \| \| 8. \| Julien Antomarchi \| La Pomme Marseille \| + 38" \| \| 9. \| José Herrada \| Caja Rural \| m.t. \| \| 10. \| Robinson Chalapud \| Colombia es Pasión-Café de Colombia \| m.t. \| |                   |                                     |            |
| Posición | Ciclista          | Equipo                              | Tiempo     |
| 1. | Julien Simon      | Saur-Sojasun                        | 4h 07' 27" |
| 2. | Daniel Moreno     | Katusha                             | m.t.       |
| 3. | Pablo Lastras     | Movistar                            | m.t.       |
| 4. | Ion Izagirre      | Euskaltel-Euskadi                   | m.t.       |
| 5. | Ángel Madrazo     | Movistar                            | m.t.       |
| 6. | Joaquim Rodríguez | Katusha                             | + 28"      |
| 7. | Pello Bilbao      | Euskaltel-Euskadi                   | + 36"      |
| 8. | Julien Antomarchi | La Pomme Marseille                  | + 38"      |
| 9. | José Herrada      | Caja Rural                          | m.t.       |
| 10. | Robinson Chalapud | Colombia es Pasión-Café de Colombia | m.t.       |